# Saint-Félix, Oise
Saint-Félix är en kommun i departementet Oise i regionen Hauts-de-France i norra Frankrike. Kommunen ligger i kantonen Mouy som tillhör arrondissementet Clermont. År 2022 hade Saint-Félix 618 invånare.

## Befolkningsutveckling
Antalet invånare i kommunen Saint-Félix
| Referens: INSEE |